# Murder Is Easy (série de televisão)
Murder Is Easy é uma série de televisão britânica de suspense e mistério, baseada no romance homônimo de Agatha Christie de 1939. É adaptado por Siân Ejiwunmi-Le Berre e dirigido por Meenu Gaur. Estreou na BBC One e BBC iPlayer em 27 de dezembro de 2023.

## Sinopse
Luke Fitzwilliam, um adido nigeriano a caminho de Whitehall, conhece a misteriosa Srta. Pinkerton em um trem. Durante a conversa, Pinkerton revela que uma série de mortes na vila de Wychwood-Under-Ashe não são acidentais, sugerindo a presença de um assassino. Pouco depois, a Srta. Pinkerton é encontrada morta. Determinado a desvendar o mistério e impedir novos ataques, Fitzwilliam decide investigar o assassino por conta própria.

## Elenco
- David Jonsson como Luke Obiako Fitzwilliam
- Morfydd Clark como Bridget Conway
- Penelope Wilton como Srta. Lavinia Pinkerton
- Sinead Matthews como Srta. Honoria Waynflete
- Tom Riley como Lord Whitfield
- Douglas Henshall como Major Horton
- Mathew Baynton como Dr. Thomas
- Mark Bonnar como Reverendo Arthur Humbleby
- Nimra Bucha como Sra. Humbleby
- Tamzin Outhwaite como Sra. Pierce
- Jon Pointing como Rivers
- Phoebe Licorish como Rose Humbleby
- Joe Fagan como o mordomo

## Produção
Produzido pela Mammoth Screen e Agatha Christie Limited, foi uma co-produção entre a BBC e a BritBox International. O romance de Agatha Christie de mesmo nome é adaptado por Siân Ejiwunmi-Le Berre e dirigido por Meenu Gaur. Foi produzido por Karen Kelly. Os produtores executivos são Ejiwunmi-Le Berre, James Prichard para a Agatha Christie Limited, James Gandhi e Damien Timmer para a Mammoth Screen, Danielle Scott-Haughton para a BBC e Reemah Sakaan e Stephen Nye para a BritBox International. 
As filmagens ocorreram na Escócia no verão de 2023. As primeiras imagens da produção foram lançadas em novembro de 2023.

## Recepção
Rebecca Nicholson no The Guardian concedeu-lhe três de cinco estrelas, elogiando suas reformulações promissoras, mas achando o segundo episódio desfocado, e que "explica demais e explica de menos o que está acontecendo". Nick Hilton no The Independent deu duas de cinco estrelas.